# Тросны
Тросны — деревня в Бежаницком районе Псковской области России. Входит в состав сельского поселения Бежаницкое.

## География
Деревня находится на юге центральной части Псковской области, в пределах Бежаницкой возвышенности, к западу от реки Льсты, на расстоянии примерно 19 километров (по прямой) к юго-западу от посёлка городского типа Бежаницы, административного центра района.

### Часовой пояс
Деревня Тросны, как и вся Псковская область, находится в часовой зоне МСК (московское время). Смещение применяемого времени относительно UTC составляет +3:00.

## История
До 2010 года населённый пункт входил в состав ныне упразднённой Дворицкой волости, с 2010 по 2015 годы — в состав сельского поселения Пореченское.

## Население
| 2001 | 2002 | 2010 |
| ---- | ---- | ---- |
| 0    | ↗2   | ↘1   |

Согласно результатам переписи 2002 года, в национальной структуре населения русские составляли 100 %.